# Digimon Super Rumble
Digimon Super Rumble (coréen : 디지몬 슈퍼럼블) est un MMORPG dérivé de la franchise japonaise Digimon, développé et édité par MoveGames. Il est sorti en Corée du Sud en novembre 2021 sur Microsoft Windows.

## Système de jeu
Le jeu prend place dans l'univers de la première saison de l'anime intitulée Digimon Adventure. Cependant, la plupart des personnages et le scénario sont exclusivement liés à Digimon Super Rumble. Les combats se font au tour par tour.

## Développement
Digimon Super Rumble est annoncé le 3 juin 2021 par la société sud-coréenne MoveGames. Une bande annonce est diffusée le 10 juin 2021 montrant le digisauveur Tai Kamiya et son partenaire Agumon traverser différents environnements. Selon MoveGames, le jeu « offrira aux utilisateurs une nostalgie à l'ancienne ainsi que de la fraîcheur ». MoveGames commence à recruter des bêta-testeurs, qui commencent leurs tests du 18 au 20 juin 2021. Par le passé, MoveGames a développé des jeux liés à Digimon, en commençant par Digimon RPG en 2002, Digimon Masters en 2009, et Digimon Soul Chaser pour smartphones en 2018. Digimon Super Rumble serait une collection du savoir-faire accumulé par la société. Le jeu est développé avec Unreal Engine 4, permettant de construire un digimonde dynamique,.